# Byrdstown
Byrdstown es un pueblo ubicado en el condado de Pickett en el estado estadounidense de Tennessee. En el Censo de 2010 tenía una población de 803 habitantes y una densidad poblacional de 202,11 personas por km².

## Geografía
Byrdstown se encuentra ubicado en las coordenadas 36°34′25″N 85°8′3″O / 36.57361, -85.13417. Según la Oficina del Censo de los Estados Unidos, Byrdstown tiene una superficie total de 3.97 km², de la cual 3.97 km² corresponden a tierra firme y (0%) 0 km² es agua.

## Demografía
Según el censo de 2010, había 803 personas residiendo en Byrdstown. La densidad de población era de 202,11 hab./km². De los 803 habitantes, Byrdstown estaba compuesto por el 98.01% blancos, el 0.12% eran afroamericanos, el 0.37% eran amerindios, el 0% eran asiáticos, el 0% eran isleños del Pacífico, el 1.49% eran de otras razas y el 0% pertenecían a dos o más razas. Del total de la población el 2.62% eran hispanos o latinos de cualquier raza.